# Would You...?
Would You...? è un singolo del gruppo musicale britannico Touch and Go, pubblicato il 30 novembre 1998 come primo estratto dal primo album in studio I Find You Very Attractive.

## Descrizione
Il brano è stato scritto e prodotto da David Lowe.

## Successo commerciale
Il brano ha riscosso grande successo in tutta l'Europa.

## Tracce
CD-Maxi (V2 VVR5003083 / EAN 5033197030838)
1. Would You...? (Radio edit) – 3:12
2. Would You...? (Trailermen Go To Rio Mix) – 6:59
3. Would You...? (Homewreckers Mix) – 3:54

## Classifiche
| Paese            | Posizione massima |
| ---------------- | ----------------- |
| Italia           | 2                 |
| Regno Unito      | 3                 |
| Svizzera         | 4                 |
| Nuova Zelanda    | 4                 |
| Norvegia         | 10                |
| Belgio (Fiandre) | 11                |
| Paesi Bassi      | 16                |
| Svezia           | 19                |
| Germania         | 21                |
| Austria          | 27                |
| Australia        | 27                |

## Curiosità
La canzone è stata utilizzata come colonna sonora di numerosi spot pubblicitari televisivi tra cui lo spot televisivo dell'aranciata Sanpellegrino nel 2000 e la pubblicità del gelato Algida nel 2001.

## Come colonna sonora
Il programma televisivo di pettegolezzi Magaly TeVe, in seguito noto come Magaly TV, la firme, prodotto dalla rete peruviana Andina de Televisión, ha usato spesso questa canzone, ad esempio nei "Blooper" prima e dopo gli stacchi pubblicitari (in particolare durante l'apparizione del timbro gigante animato che "distrugge" simbolicamente lo spezzone appena visualizzato, facendo apparire una frase spiritosa). In un primo periodo si usava la versione originale, in seguito invece è stata adottata una variante strumentale creata dal produttore e cantante peruviano Carlos Figueroa.